# Kleinhain (Gemeinde Obritzberg-Rust)
Kleinhain ist eine Ortschaft in der Gemeinde Obritzberg-Rust in Niederösterreich.

## Geografie
Kleinhain ist der erste Ort, den man passiert, wenn man Sankt Pölten über die Kremser Ersatzstraße verlässt. Die Ortschaft liegt östlich von Großhain auf einer Hochfläche im fruchtbaren Fladnitztal, einem Tal westlich der Traisen und verfügt über die markante Pfarrkirche Kleinhain, um die sich das Dorf gruppiert. Diese Kirche fungiert auch als Pfarrkirche für die ehemalige Altgemeinde Hain, zu der neben Kleinhain, Angern und Großhain (zusammen die Katastralgemeinde Hain) auch die Katastralen Diendorf, Flinsdorf, Greiling und Zagging gehören.

## Geschichte
Laut Adressbuch von Österreich waren im Jahr 1938 in Kleinhain ein Bäcker, ein Gastwirt, zwei Gemischtwarenhändler, ein Schneider und eine Schneiderin, eine Sparkasse und einige Landwirte ansässig.

## Kultur und Sehenswürdigkeiten
- Katholische Pfarrkirche Kleinhain „Zur Unbefleckten Empfängnis“, eine gotische, dreischiffige, kreuzrippengewölbte Pfeilerbasilika.